# Acliceratia carinata
Acliceratia carinata is een slakkensoort uit de familie van de Iravadiidae. De wetenschappelijke naam van de soort is voor het eerst geldig gepubliceerd in 1871 door E. A. Smith.